# Memmelsdorf
Memmelsdorf è un comune tedesco di 8 980 abitanti, situato nel land della Baviera.

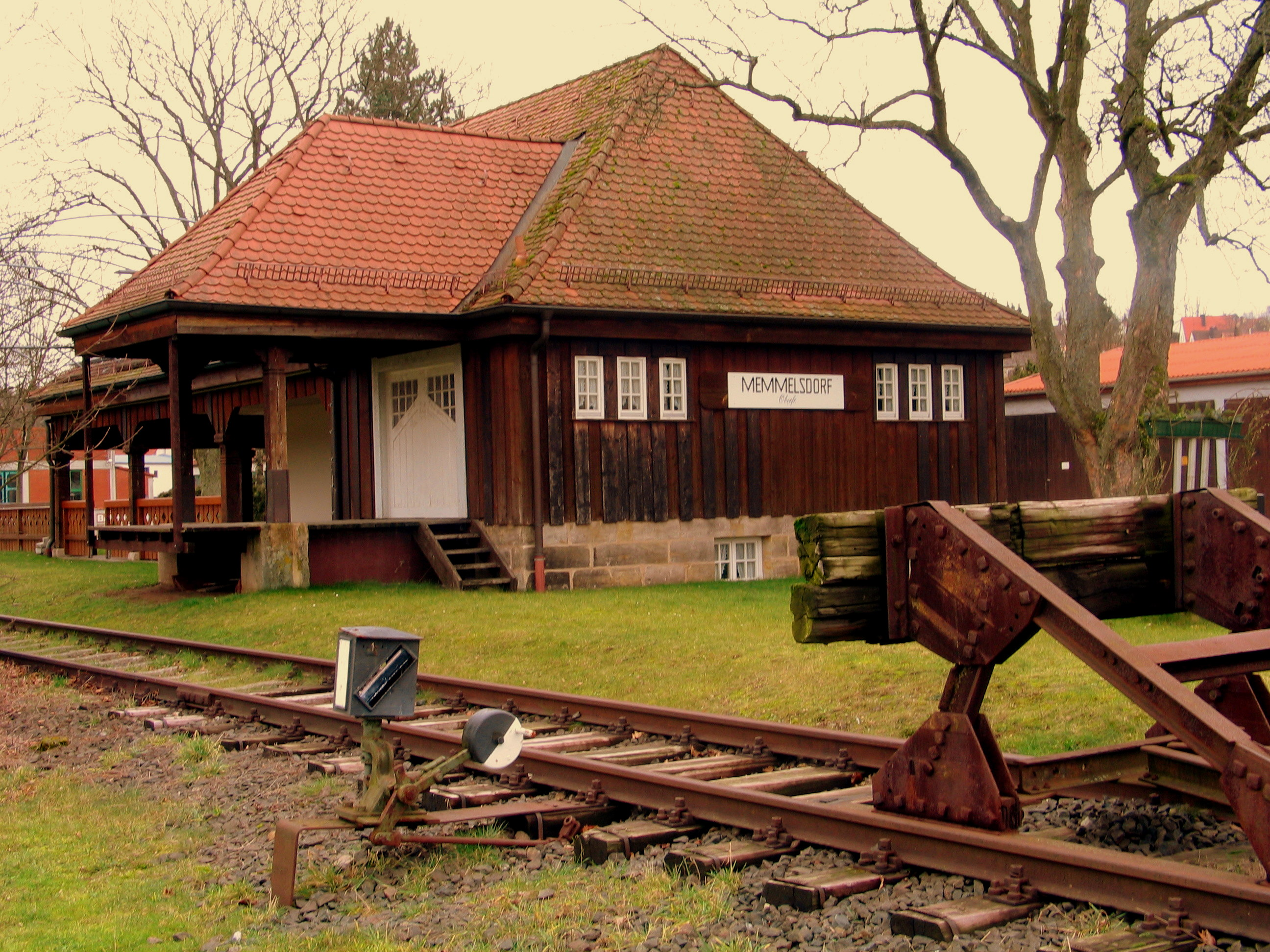
La stazione alla ferrovia chiusa da Bamberga a Scheßlitz